# Alexandru Agache
Alexandru Agache (n. 16 august 1955, Cluj, România) este un bariton român.

## Biografie
Alexandru Agache s-a născut la Cluj, orașul în care și-a definitivat, de altfel, și studiile de specialitate în anul 1979. Anul 1983 a reprezentat primul pas către viitoarea sa carieră internațională deoarece a reușit să câstige concursul internațional de interpretare de la Lucca, Italia. Succesul din peninsulă l-a ajutat să primească o sumedenie de oferte pe scenele din străinătate, Alexandru Agache ajungând să interpreteze cele mai importante roluri de bariton la Royal Opera House Covent Garden din Londra, Scala din Milano, Teatro Comunale din Florența, Opera Națională din Paris, Opera din München, Opera de Stat din Viena, dar și la Berlin, Houston, Chicago, Metropolitan Opera din New York, Teatrul Colon din Buenos Aires, Arenele din Verona sau Opera din Budapesta.

## Discografie
- Nicolae Bretan - Golem - Alexandru Agache, Tamas Daroczi, Sanda Sandru, Dan Zancu; orchestra Filarmonicii Moldova, dirijor Cristian Mandeal; Nimbus 1CD (1987)
- Gaetano Donizetti - Lucia di Lammermoor - Edita Gruberova, Neil Shicoff, Alexandru Agache, Alastair Miles; London Symphony Orchestra, The Ambrosian Singers, dirijor Richard Boninge; Teledec 2CD (1991)
- Charles Gounod - Faust - Cecilia Gasdia, Susanne Mentzer, Jerry Hadley, Alexandru Agache, Samuel Ramey; corul și orchestra Welsh National Opera, dirijor Carlo Rizzi; Teledec 3CD (1993)
- Giuseppe Verdi - Aida - Cheryl Studer, Luciana d'Intino, Dennis O'Neill, Alexandru Agache, Robert Lloyd; corul și orchestra Royal Opera House Covent Garden, dirijor Edward Downes; DG 2CDV (1994)
- Giuseppe Verdi - Rigoletto - Leontina Văduva, Richard Leech, Alexandru Agache, Samuel Ramey; corul și orchestra Welsh National Opera, dirijor Carlo Rizzi; Teledec 2CD (1992)
- Giuseppe Verdi - Simone Boccanegra - Alexandru Agache, Roberto Scandiuzzi, Kiri Te Kanawa, Michael Sylvester; corul și orchestra Royal Opera House Covent Garden, dirijor Georg Solti; Decca 2CDV (1991)

## Premii și distincții
Președintele României Ion Iliescu i-a conferit artistului Alexandru Agache la 7 februarie 2004 Ordinul Meritul Cultural în grad de Comandor, Categoria D - "Arta Spectacolului", „în semn de apreciere a întregii activități și pentru dăruirea și talentul interpretativ pus în slujba artei scenice și a spectacolului”. 